# Coup d'État de 1971 en Ouganda
Le coup d'État de 1971 en Ouganda est un coup d'État militaire survenu le 25 janvier 1971 en Ouganda exécuté par l'armée ougandaise, dirigée par le général Idi Amin Dada, contre le gouvernement du président Milton Obote. La prise du pouvoir a eu lieu alors qu'Obote était à l'étranger pour assister à la réunion des chefs de gouvernement (en) du Commonwealth à Singapour. Amin avait peur qu'Obote puisse le congédier et s'est installé comme dictateur.
Le coup d'État de 1971 est souvent cité comme un exemple d'« action de classe par l'armée », dans laquelle l'armée ougandaise a agi contre « un régime de plus en plus socialiste dont la politique intérieure égalitaire constituait de plus en plus une menace pour les privilèges économiques de l'armée ».[réf. nécessaire]

## Contexte
Une rupture s'était développée entre Amin et Obote, exacerbée par le soutien qu'Amin avait construit au sein de l'armée en recrutant dans la région du Nil occidental, son implication dans des opérations de soutien à la rébellion dans le sud du Soudan et une tentative d'assassinat contre Obote en 1969. En octobre 1970, Obote a pris le contrôle global des forces armées, réduisant Amin de son poste de commandant en chef de toutes les forces armées à celui de commandant en chef de l'armée.
Le gouvernement Obote a poursuivi une politique de nationalisme africain (en), qui a contrarié les gouvernements britannique et israélien, qui ont tous deux maintenu une forte présence en Ouganda. Obote a soutenu divers mouvements d'indépendance en Afrique australe et s'est opposé aux ventes d'armes britanniques au gouvernement sud-africain de l'apartheid, assistant à la réunion des chefs de gouvernement du Commonwealth en 1971 afin de résoudre ce problème. Le gouvernement britannique s'est également opposé au mouvement d'Obote vers la gauche (en), une série de politiques orientées vers le socialisme qui ont entravé les opérations des sociétés internationales. En outre, le gouvernement britannique craignait que ces initiatives ne provoquent le départ de la communauté asiatique en Ouganda (en), qui étaient des sujets britanniques et émigreraient probablement au Royaume-Uni, une possibilité à laquelle le gouvernement britannique n'était pas préparé.
Israël a initialement maintenu des relations étroites avec le gouvernement d'Obote et a utilisé l'Ouganda comme moyen de canaliser le soutien aux rebelles d'Anyanya dans le sud du Soudan dans l'espoir de détourner le Soudan de son soutien à la Palestine dans le conflit israélo-arabe. En 1969, Gaafar Nimeiry est arrivé au pouvoir au Soudan par un coup d'État (en) et s'est engagé à mettre fin à la guerre dans le pays. Obote a sommairement ordonné la fin de toute aide à l'Anyanya, troublant le gouvernement israélien.

## Coup d'État
Ayant appris qu'Obote prévoyait de l'arrêter pour détournement de fonds de l'armée, Amin a lancé un coup d'État le 25 janvier 1971, alors qu'Obote assistait à une réunion au sommet du Commonwealth à Singapour. Les forces de l'armée et de la police militaire fidèles à Amin se sont déplacées pour sécuriser des positions stratégiques à Kampala et Entebbe et dans les environs. Les putschistes ont bouclé l'aéroport international d'Entebbe pour empêcher le retour d'Obote, et des chars et des soldats ont patrouillé dans les rues de Kampala et d'Entebbe. Certains soldats fidèles au président Obote et des membres de l'unité des services généraux y ont résisté aux forces du coup d'État tandis que des combats ont également eu lieu au collège de police de Kampala. Des combats acharnés ont été signalés à Jinja, à environ 80 kilomètres de Kampala. La résidence d'Obote a été encerclée et les routes principales ont été bloquées. Un couvre-feu nocturne a été imposé par les putschistes. Dans l'ensemble, les loyalistes d'Obote étaient trop désorganisés pour offrir une résistance efficace, et ils ont été rapidement débordés. À 16 h 30, il a été annoncé que l'armée et la police sous la direction d'Amin avaient le contrôle de tout le pays.
Certains historiens ont écrit que le gouvernement britannique pourrait avoir été impliqué dans l'orchestration du coup d'État. Obote était un partisan des mouvements d'indépendance en Afrique australe et a choisi d'assister à la réunion des chefs de gouvernement du Commonwealth en 1971 pour s'opposer aux ventes d'armes britanniques au gouvernement sud-africain de l'apartheid. La décision a été prise lors de la réunion de permettre au gouvernement britannique de procéder à la vente d'armes, mais la question menaçait de diviser le Commonwealth.
Les émissions de radio ougandaises ont accusé le gouvernement d'Obote de corruption et ont déclaré que l'armée croyait que les politiques d'Obote aboutissaient à la violence et l'accusaient d'accorder un traitement préférentiel à certaines régions du pays. L'émission aurait été accueillie par des foules enthousiastes dans la capitale. Après avoir pris le contrôle du gouvernement, Amin a décidé de purger l'armée de ses rivaux politiques et a ordonné le meurtre de soldats acholi et lango qu'il soupçonnait de soutenir Obote. En 1972, environ 5 000 d'entre eux avaient été tués.

## Conséquences
Alors qu'il consolidait son pouvoir en tant que dictateur militaire, Amin a ordonné de nombreuses purges contre des opposants présumés, entraînant la mort de 30 000 à 50 000 ougandais au cours des années qui ont suivi le coup d'État. Des milliers de personnes ont par conséquent fui vers la Tanzanie, où ils ont rejoint les dissidents d'Obote. Avec l'approbation du président tanzanien Julius Nyerere, ces exilés ougandais formèrent une petite armée de guérilla et envahirent l'Ouganda en 1972. Cependant, le soulèvement populaire contre Amin qu'ils avaient espéré ne s'est pas concrétisé et l'invasion a été vaincue. Néanmoins, le conflit a entraîné une forte détérioration des relations entre l'Ouganda et la Tanzanie, ce qui a finalement contribué à la guerre ougando-tanzanienne et à la chute du régime d'Amin en 1979.

## Dans la culture populaire
- Le film Rise and Fall of Idi Amin (en) s'ouvre sur le coup d'État qui se produit alors que le Dr Michael Oloya (Thomas Baptiste (en)) effectue une intervention chirurgicale et est décrit comme violent. Malgré les coups de feu qui se produisent à l'extérieur, Oloya continue l'opération en disant : « Ce patient ne sera pas sa première victime ! » Immédiatement après, Amin (Joseph Olita (en)) est montré dans un défilé militaire, acclamé par le peuple ougandais. Les diplomates britanniques et français lui montrent leur soutien ouvert, déclarant qu'il y a « plus qu'assez d'absurdités socialistes qui courent dans le reste du monde ».
- Dans le film Le Dernier Roi d'Écosse, le coup d'État est décrit comme populaire, avec Amin comme étant « pour le peuple ». Le putsch est soutenu par les britanniques. Les opposants à Amin sont décrits comme étant « les hommes d'Obote ».